# 니콜라우스 폰 올덴부르크 대공자
니콜라우스 폰 올덴부르크 대공자(Nikolaus, Hereditary Grand Duke of Oldenburg, 1897년 8월 10일 ~ 1970년 4월 3일)는 올덴부르크 대공 프리드리히 아우구스트 2세의 장남이다.
1931년 니콜라우스는 아버지의 작위를 계승하여 1970년 사망할 때까지 대공국의 왕위 요구자 역할을 맡았다.